# Spitakci Hayko
Hayko ou Spitakci Hayko (« Hayko de Spitak ») est un chanteur arménien de rabiz né le 6 octobre 1972.
Hayko déjà connu dans son pays pour avoir interprété Mi Gna à l'origine écrit par l'artiste arménien Artak Aramyan, il devient connu dans tout le Moyen-Orient et au-delà, lorsque la chanson passe entre les mains du producteur Super Sako, qui lui ajoute un beat hip-hop et des couplets rap.

## Discographie
- 2008 : Inch Imanayi
- 2017 : Qamu Nman Ancan

### Collaborations
- 2016 : Mi Gna (Super Sako featuring Spitakci Hayko)
- 2018 : Mi Gna (Maître Gims & Super Sako feat. Hayko)